# Posco International
POSCO International (anciennement POSCO International Corporation, KRX: 047050) est une société de commerce, d'investissement et de développement de ressources basée en Corée du Sud. Elle a son siège à Séoul. La société a été fondée en 1967 en tant qu'une partie de Daewoo Industrial. En décembre 2000, à la suite de la faillite de la société mère, elle s'est séparée de Daewoo. En septembre 2010, POSCO, le producteur d'acier, a pris POSCO International en charge. Ainsi, POSCO International est exploité en tant que filiale de POSCO en ce moment.